# احمد اخوان
احمد اخوان از سیاستمداران ایرانی بود، که در دوره‌  چهاردهم به‌عنوان نماینده کاشان و دوره‌های  هجدهم و  نوزدهم  بعنوان نماینده تهران در مجلس شورای ملی حضور داشت.

احمد اخوان در چندین دوره به عضویت هیئت‌مدیره اتاق بازرگانی تهران درآمد. 